# Helosciadium bermejoi
Helosciadium bermejoi är en flockblommig växtart som först beskrevs av L.Llorens, och fick sitt nu gällande namn av Popper och M.F.Watson. Helosciadium bermejoi ingår i släktet krypflokor, och familjen flockblommiga växter. Inga underarter finns listade i Catalogue of Life.

## Bildgalleri

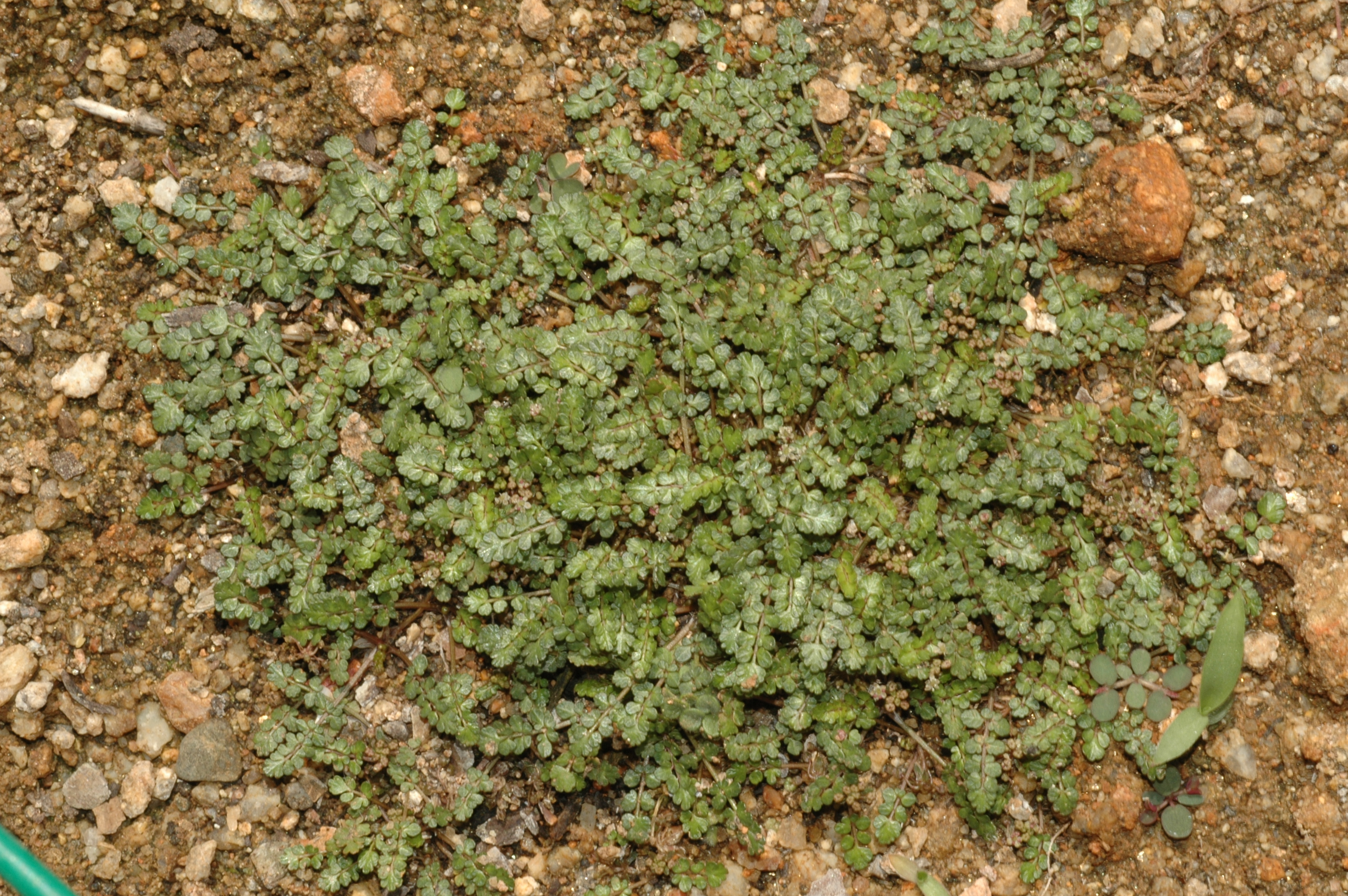